# Mega Regina
Le Mega victoria est un cruise-ferry de la compagnie franco-italienne Corsica Ferries - Sardinia Ferries. Construit de 1984 à 1985 aux chantiers Wärtsilä de Turku pour la compagnie finlandaise SF-Line, il portait à l'origine le nom de amorela. Mis en service en mai 1985 sur les lignes du consortium Viking Line reliant la Finlande à la Suède, il est alors le plus grand ferry du monde. Au terme d'une carrière de presque 35 ans entre Helsinki et Stockholm, il cesse de relier les deux capitales en Mai 2024 Cédé en mai 2024 à la compagnie bastiaise Corsica Ferries, il est rebaptisé Mega Regina. Il navigue depuis le 21 juillet sur les liaisons vers la Corse et la Sardaigne depuis le continent français et italien.

## Histoire

### Origines et construction
Dans les années 1980, les lignes maritimes entre la Finlande et la Suède sont le théâtre d'une concurrence acharnée entre les opérateurs Silja Line et Viking Line. Cette émulation puise son origine dans un contexte d'augmentation constante de la clientèle et de la volonté des compagnies à proposer plus de luxe et de confort afin de satisfaire au mieux la demande. Ceci avait alors amené à un ambitieux projet de la part de Rederi Ab Sally, l'une des trois compagnies formant le consortium propriétaire de la marque Viking Line. L'armateur commande en effet dès 1978 une paire de navires géants destinés à la ligne Helsinki - Stockholm. Mais malgré leur confort et la qualité de leurs installations, les jumeaux Viking Saga et Viking Song, mis en service en 1980, seront rapidement surpassés l'année suivante par le Finlandia et le Silvia Regina du consortium rival Silja Line, bien plus imposants et proposant des services d'une meilleure qualité. Cet évènement entrainera d'importantes difficultés financières chez Sally qui ne pourra plus investir dans la construction de nouveaux navires et sera liquidée quelques années plus tard. De leur côté, les deux autres compagnies propriétaires de Viking Line, SF-Line et Rederi Ab Slite, envisagent alors la construction de deux nouveaux navires aux caractéristiques voisines de celles des géants de Silja Line qui se substitueraient aux navires de Rederi Ab Sally entre Helsinki et Stockholm.
Baptisés Mariella et Olympia, les futurs fleuron de Viking Line sont commandés aux chantiers Wärtsilä de Turku qui avaient précédemment réalisé le Viking Saga et le Viking Song mais également les jumeaux Finlandia et Silvia Regina. La conception des nouveaux navires est d'ailleurs largement inspirée de celle des cruise-ferries de Silja Line, ils ont en effet des dimensions proches de celles de leurs modèles ainsi qu'une apparence très semblable avec leur silhouette cubique très massive. Ils sont de ce fait bien plus imposants que les sister-ships Viking Saga et Viking Song, à titre de comparaison, ils sont 30 mètres plus longs et leur tonnage est presque deux fois supérieur. Également inspirés des navires de Silja Line, les aménagements intérieurs intègrent néanmoins des spécificités inédites telles qu'un spacieux bar-spectacle avec piste de danse à l'arrière, en plus des classiques boutiques hors-taxe, centre de conférences et piscine intérieure.
Commandé par SF-Line le 15 décembre 1983, le Mariella est mis sur cale à Turku le 18 avril 1984 et lancé le 28 septembre suivant. À la suite des travaux de finitions, il est livré à SF-Line le 17 mai 1985. Au moment de sa livraison, le Mariella est le plus grand cruise-ferry du monde, détrônant ainsi le Svea, réceptionné dix jours auparavant par Silja Line.

### Service

#### Viking Line (1985-2021)
Le Mariella est mis en service le 18 mai 1985 entre Helsinki et Stockholm. Il remplace sur cet axe le ferry Viking Song qui est retiré de la flotte. Son arrivée marque également la fin du monopole de Rederi Ab Sally sur la ligne reliant les deux capitales. L'année suivante, Sally sera définitivement évincée avec la mise en service de l‘Olympia, sister-ship du Mariella.
Le 7 novembre, alors qu'il effectue une traversée entre Helsinki et Stockholm par mauvais temps, les verrous de son étrave mobile sont endommagés par la puissance des vagues. Très vite, l'équipage modifie la trajectoire du navire afin qu'il ne soit plus frappé de face par la houle et la traversée vers la Suède se poursuit à faible vitesse. La réaction presque immédiate de l'équipage aura permis d'éviter une importante voie d'eau au niveau du garage. À la suite de cet incident, le système de verrouillage de la porte avant sera renforcé.
En 1989, il est un temps prévu que le navire soit transféré sur une ligne entre Helsinki et Norrköping en raison de l'arrivée imminente du Cinderella, nouvelle unité neuve de SF-Line. Cependant, le projet ne se réalisera pas et le Cinderella sera aligné en sus du Mariella et de l‘Olympia entre Helsinki et Stockholm.
Le 4 août 1990, le navire est victime d'un incendie au niveau de la salle des machines. Rapidement éteint par l'équipage, celui-ci provoquera toutefois d'importants dégâts qui nécessiteront l'immobilisation du cruise-ferry pour toute la durée du mois d'août.
Le 28 septembre 1994, vers 1h22, le Mariella est l'un des premiers navires avec le Silja Europa à recevoir l'appel de détresse du ferry Estonia, en grande difficulté après avoir subi une entrée d'eau massive dans son garage. À 2h12, le Mariella est le premier navire à arriver sur les lieux du naufrage. Son rôle restera toutefois limité en raison du mauvais temps qui complique très grandement les opérations de sauvetage. L'équipage parviendra cependant à recueillir 13 rescapés à bord. Cette catastrophe a été causée par la rupture du casque d'étrave de l‘Estonia, dont les système de verrouillage ont été endommagés par les chocs successifs avec les vagues. Cette mésaventure était arrivée au Mariella quelques années auparavant, mais à l'inverse de l‘Estonia, l'équipage avait rapidement réagi à la situation et pris des précautions pour empêcher la chute du casque, ce qui a permis d'éviter une tragédie similaire.

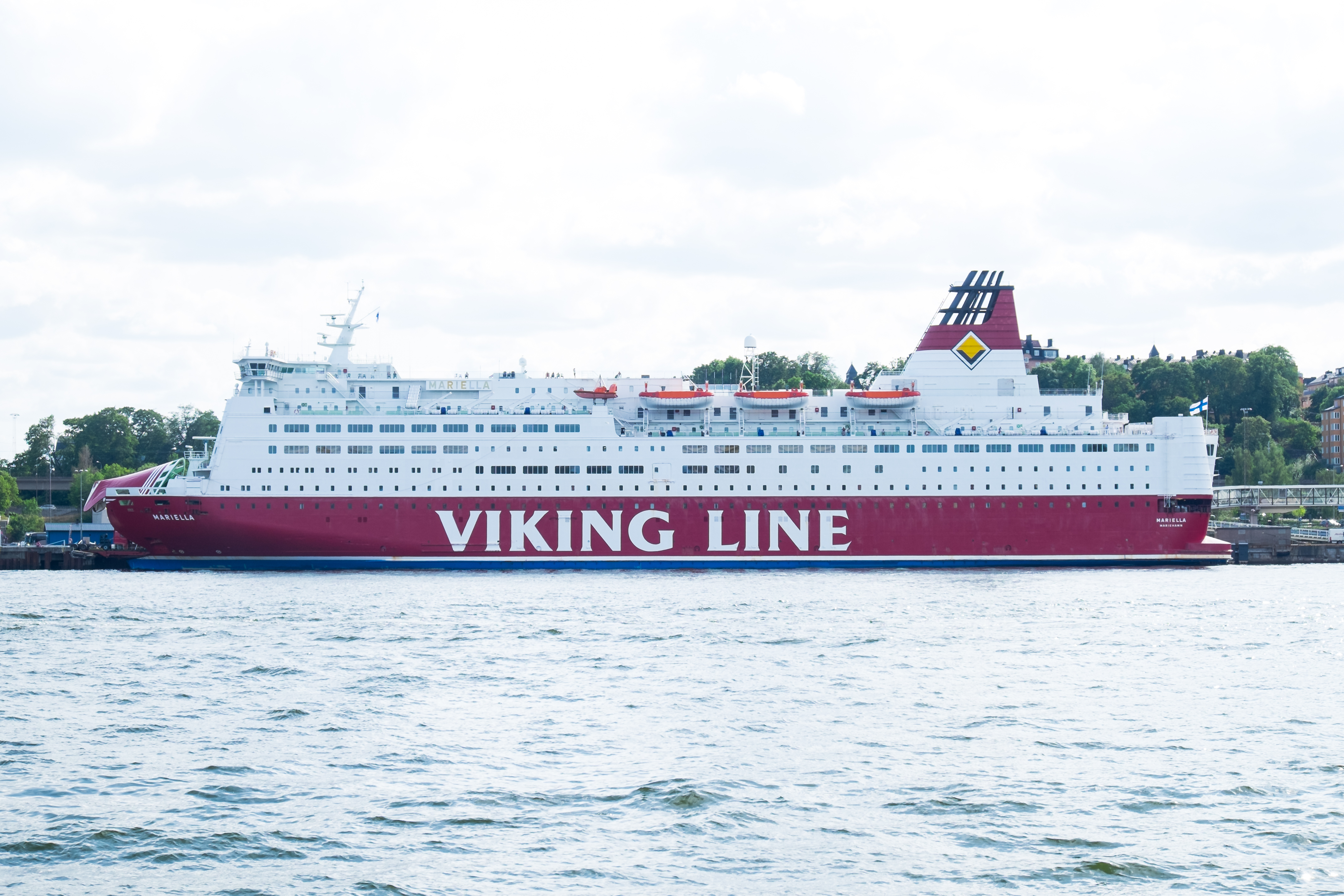
Le Mariella arborant l'ancienne livrée de Viking Line.

Plus tôt dans les années 1990, Rederi Ab Slite, en proie à d'importantes difficultés financières, avait été déclarée en faillite et finalement dissoute en 1993. En conséquence, SF-Line se retrouvera unique actionnaire de Viking Line et fusionnera avec sa filiale en 1995. Le Mariella, dont l'affectation n'a pas été modifiée malgré les évènements devient ainsi pleinement la propriété de Viking Line.
Au cours de l'été 1996, le navire réalise, en plus de ses traversées vers Stockholm, des mini-croisières de neuf heures vers Tallinn. Ces petites escapades ne rencontreront cependant pas le succès escompté et l'expérience ne sera pas reconduite.
En raison d'une loi de l'Union européenne interdisant la vente d'articles détaxés sur les lignes entre deux pays de l'espace Schengen, le Mariella réalise à partir de juillet 1999 une escale à Mariehamn, située sur le territoire autonome d'Åland, à chaque traversée. Le statut particulier de ce territoire finlandais permet ainsi aux compagnies de continuer à proposer des tarifs hors taxes au sein des boutiques.
Entre septembre et octobre 2000, le navire bénéficie d'une importante refonte aux chantiers Turku Repair Yards de Naantali. Les espaces intérieurs sont rénovés, des stabilisateurs sont ajoutés à l'arrière et les dispositifs de sécurité sont renforcés.
Le 27 juillet 2014, alors qu'il se trouve à Stockholm, de fortes rafales de vent font rompre ses amarres. Afin d'éviter qu'il n'entre en collision avec le quai, le petit ferry Dalarö s'affaire à le maintenir en place en attendant l'arrivée d'un remorqueur.

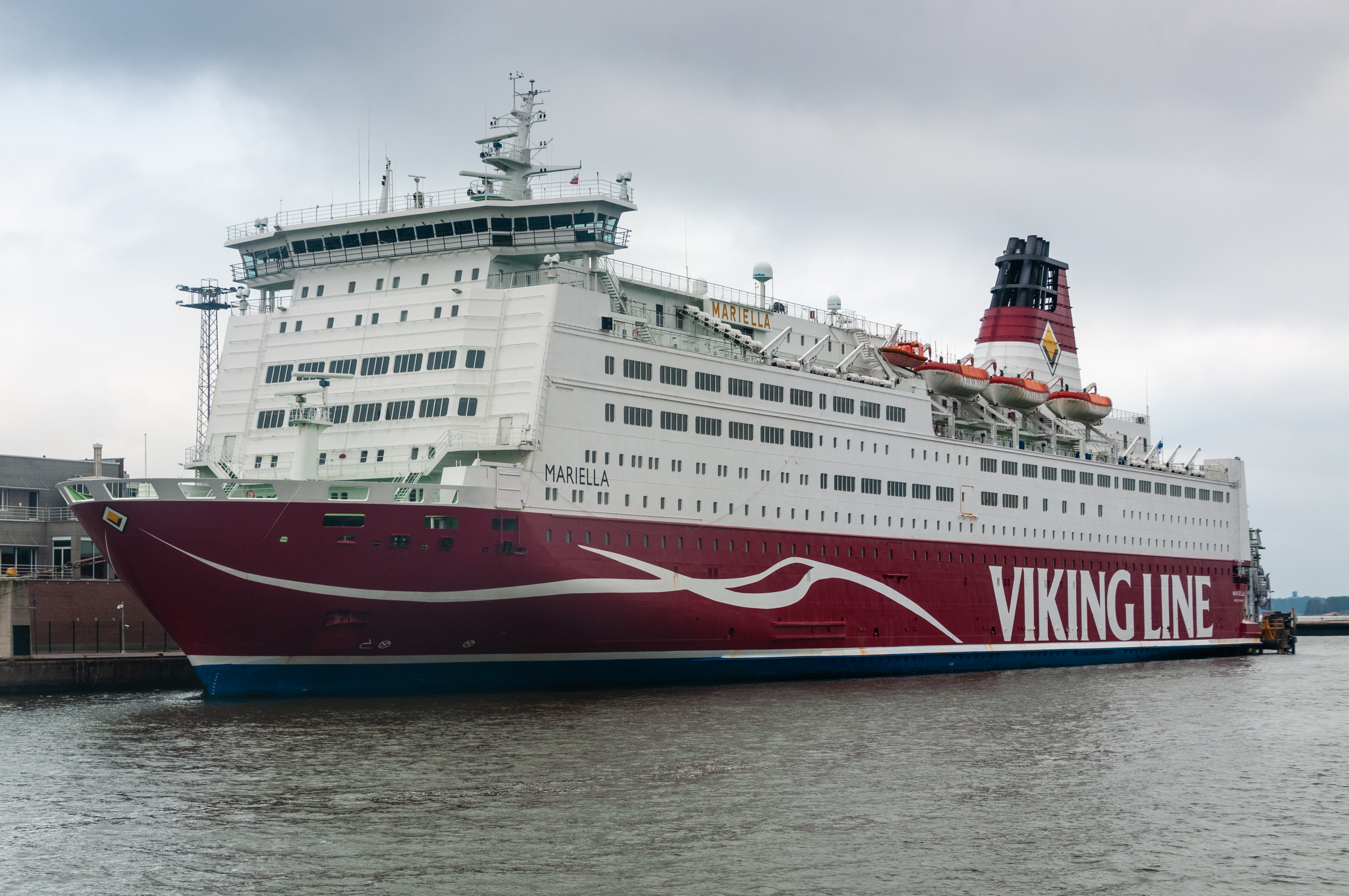
Le Mariella à Helsinki en 2018.

En avril 2015, le Mariella subit une nouvelle refonte aux chantiers de Landskrona. Entre autres travaux, la décoration des aménagements est modernisée et le navire est repeint aux nouvelles couleurs de Viking Line avec l'ajout de vaguelettes sur sa coque rouge mais aussi le déplacement du logo de la compagnie, traditionnellement inscrit au centre, vers l'arrière du navire.
Le 10 octobre, au cours d'une traversée entre Stockholm, Mariehamn et Helsinki, une fuite au niveau de la tuyauterie sur le pont 6 provoque l'inondation de plusieurs parties du navire.
À partir du mois de mars 2020, les services de Viking Line sont perturbés en raison des restrictions dues à la crise sanitaire provoquée par la pandémie de Covid-19. Immobilisé, le Mariella est dans un premier temps désarmé à Helsinki. Malgré le rétablissement progressif de la situation, la ligne reliant Helsinki à Stockholm demeure suspendue. Le navire reprend toutefois du service entre le 2 juillet et le 23 août et effectue des mini-croisières entre Helsinki et Tallinn. Désarmé à Landskrona, il est ensuite brièvement employé entre Turku, Mariehamn et Stockholm à compter du 7 septembre. Le 11 septembre, le cruise-ferry accoste à Stockholm et achève ce qui sera sa dernière traversée pour le compte de Viking Line. Le lendemain, il appareille à vide pour Helsinki puis est désarmé à Mariehamn.
En raison des difficultés financières engendrées par les conséquences de la pandémie et de l'incertitude quant à la réouverture de la ligne Helsinki - Stockholm, Viking Line annonce le 12 mai 2021 la vente du Mariella au groupe franco-italien Corsica Ferries - Sardinia Ferries pour la somme de 19,6 millions d'euros. Au terme d'une carrière de près de 36 ans sous les couleurs de Viking Line, le navire appareille d'Helsinki le 13 mai à 23h20 et quitte définitivement la Finlande afin de rejoindre la Méditerranée.

#### Corsica Ferries - Sardinia Ferries (depuis 2021)
Arrivé en Italie au terme d'une dizaine de jours de navigation, le navire s'amarre au terminal de Corsica Ferries de Vado Ligure dans la matinée du 24 mai. En raison de la multiplication des rotations de la compagnie au départ de ce port à l'approche de la saison estivale, le cruise-ferry est déplacé à Savone le 18 juin afin de libérer le poste à quai. C'est ici que le 21 juin, il est enregistré sous pavillon italien et renommé Mega Regina. Quelques jours plus tard, le 25 juin, le navire rejoint les chantiers de Gênes afin d’être mis aux standards de son nouveau propriétaire. À cet effet, l'emblématique coque rouge de Viking Line est repeinte en jaune, couleur du groupe Corsica Ferries, et des bandes bleues marine sont ajoutées le long des sabords des ponts 6 et 7. À l’issue des transformations, le navire regagne Savone en attendant sa mise en service.

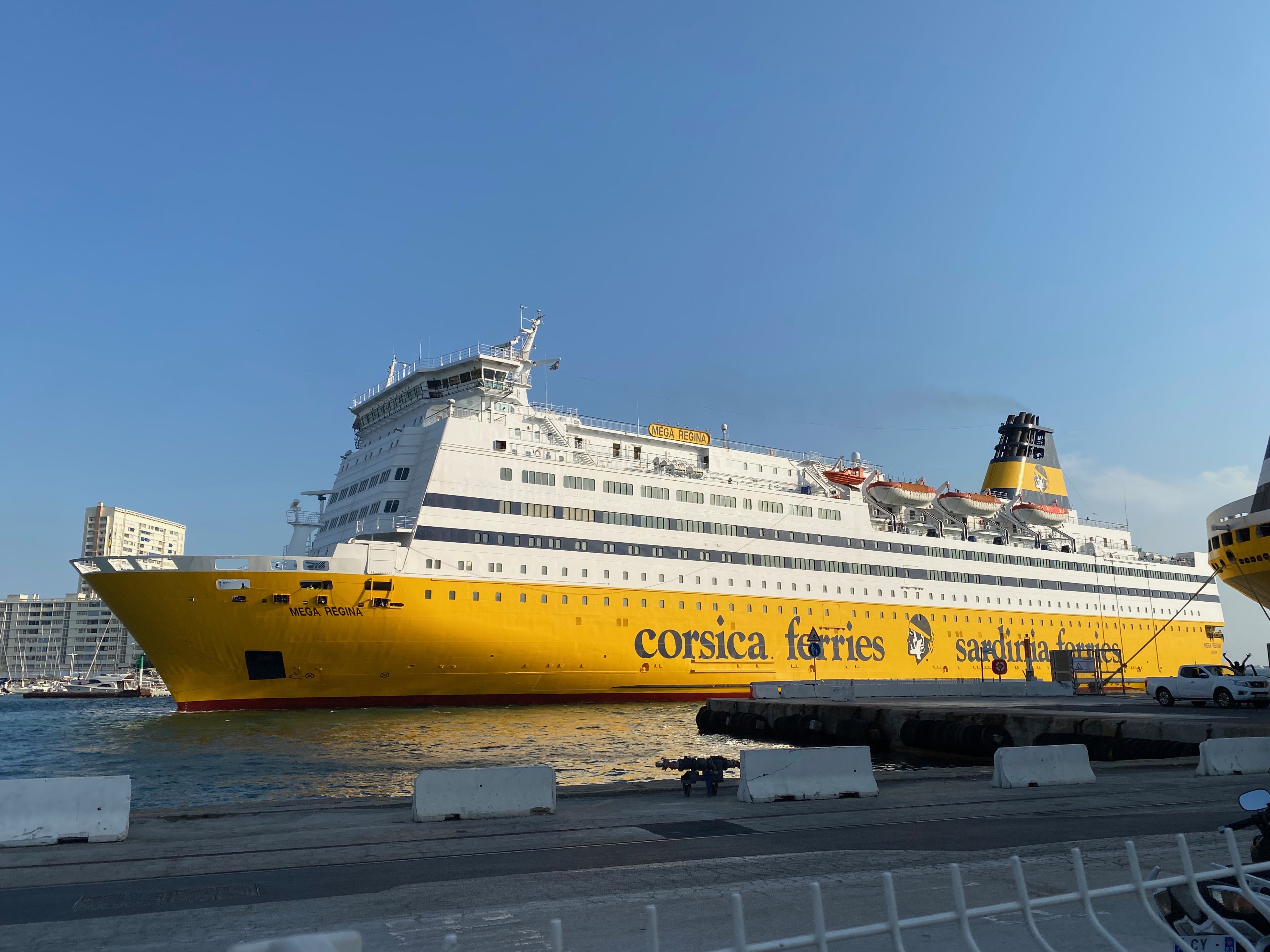
Le Mega Regina à Toulon en juillet 2022.

Le 21 juillet à 20h50, il quitte le terminal de Vado Ligure pour sa première traversée commerciale sous les couleurs de Corsica Ferries à destination de la Corse et de la Sardaigne. Sa première arrivée à Bastia a lieu le lendemain très tôt dans la matinée aux alentours de 5h40. Après une courte escale, il quitte la Corse à 7h20 afin de poursuivre son voyage vers Golfo Aranci. Les jours qui suivent, il effectue ses premiers touchés à Nice, L'Île-Rousse, Porto-Vecchio, Toulon et Ajaccio. Il est essentiellement exploité durant le reste de la saison estivale sur les lignes de la Corse depuis Toulon et Nice et réalise également quelques rotations vers les Îles Baléares.
À l'issue de la saison, le navire regagne les chantiers de Gênes afin de bénéficier de transformations plus complètes. Entre autres interventions, le garage voit notamment sa capacité augmenter avec l'ajout de surfaces de car-deck supplémentaires ainsi que l'aménagement d'une nouvelle section à l'avant du pont 2 à la place de cabines. Les intérieurs connaissent également quelques modifications avec l'ajout d'une nouvelle signalétique aux couleurs de Corsica Ferries mais aussi la réfection de la spaghetteria qui est agrandie au détriment d'une grande partie de l'ancienne boutique hors-taxe. Le cruise-ferry reste immobilisé jusqu'au 1er juillet 2022 avant de reprendre ses traversées estivales vers la Corse.
Le 12 juillet à Bastia, le Mega Regina participe à un exercice commun entre la CCI de Corse, la SNSM et Corsica Ferries durant lequel le navire simule une situation de black-out à l'entrée du port de commerce devant alors être gérée par les sauveteurs de la SNSM et l'équipage de Corsica Ferries.
Le 7 avril 2023, alors qu'il se trouve dans le port de Bastia, l'équipage profite de l'escale pour effectuer des vérifications des dispositifs de sécurité. Mais au cours du test de l'embarcation de sauvetage n°5, les moteurs des bossoirs de celle-ci sont victimes d'une chauffe anormale entraînant l'embrasement de la bâche. Malgré une épaisse fumée noire s'échappant du navire, l'incendie est très rapidement maîtrisé et éteint par le personnel avant même l'arrivée des sapeurs-pompiers mobilisés en urgence. Par chance, seule l'embarcation de sauvetage subira des dégâts et le Mega Regina pourra même appareiller dans la soirée et assurer normalement sa traversée vers Nice.

## Aménagements
Le Mega Regina possède 13 ponts numérotés du plus bas jusqu'au plus haut de 1 à 12 (la logique aurait été de 1 à 13, cependant, les deux ponts garages sont comptés comme les ponts 3a et 3c, créant ainsi un décalage). Les locaux passagers se situent sur la totalité des ponts 4 à 7 et une partie des ponts 2 et 8 tandis que ceux de l'équipage occupent principalement les ponts 8, 9 et 10. Les ponts 3a et 3c sont pour leur part consacrés aux garages.

### Locaux communs
Le Mariella était équipé d'un grand nombre d'installations d'une qualité semblable à celles d'un navire de croisières. Situées en grande majorité sur le pont 7, elles comptaient notamment un restaurant à la carte, un restaurant buffet, une cafétéria et trois bars. En plus de ces installations, le navire disposait d'un supermarché sur le pont 6. À l'avant du pont 8 se trouvait un espace destiné aux conférences, un auditorium et des salles individuelles. Enfin, une piscine intérieure et un sauna se trouvaient sur le pont 2, sous les garages. Au fil des années, les intérieurs ont connu différentes transformations visant à moderniser leur décoration.
Depuis son entrée dans la flotte de Corsica Ferries, les installations du cruise-ferry sont organisées de la manière suivante :
- Dancing Palace : bar-spectacle situé sur le pont 7 à l'arrière du navire ;
- Riviera Lounge : bar situé au centre du navire sur le pont 7 ;
- Dolce Vita : restaurant à la carte situé au milieu bâbord du pont 7 ;
- Yellow's : restaurant self-service situé au pont 7 à l'avant du navire ;
- Main Street : point de restauration rapide situé au milieu du pont 7 ;
- Sweet Café : coffee shop situé sur le pont 7 à proximité des points de restauration ;
- Gusto : restaurant self-service italien située sur le pont 6 au milieu bâbord ;

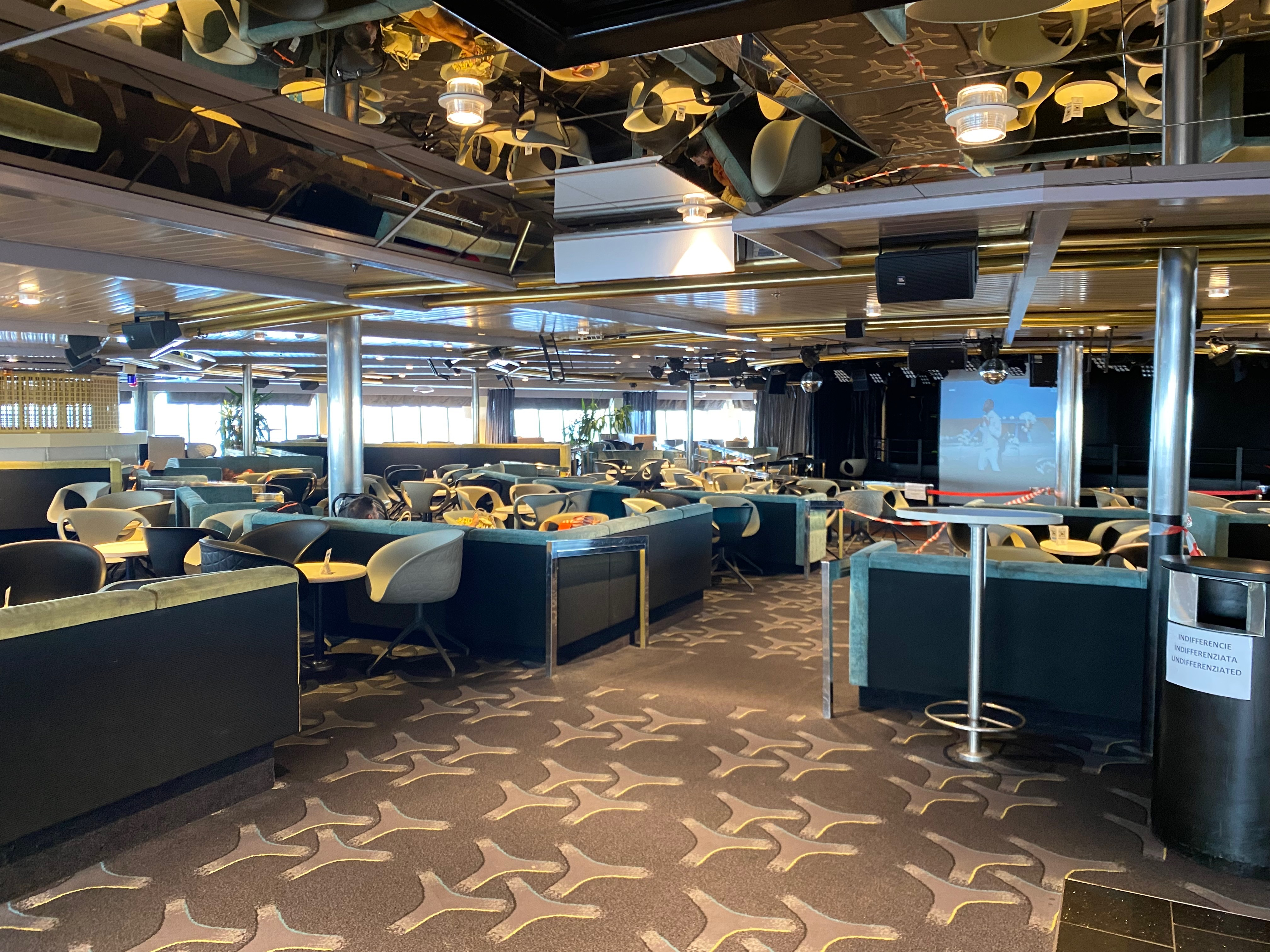
Bar-spectacle Palace Dancing Bar situé à l'arrière du navire sur le pont 7
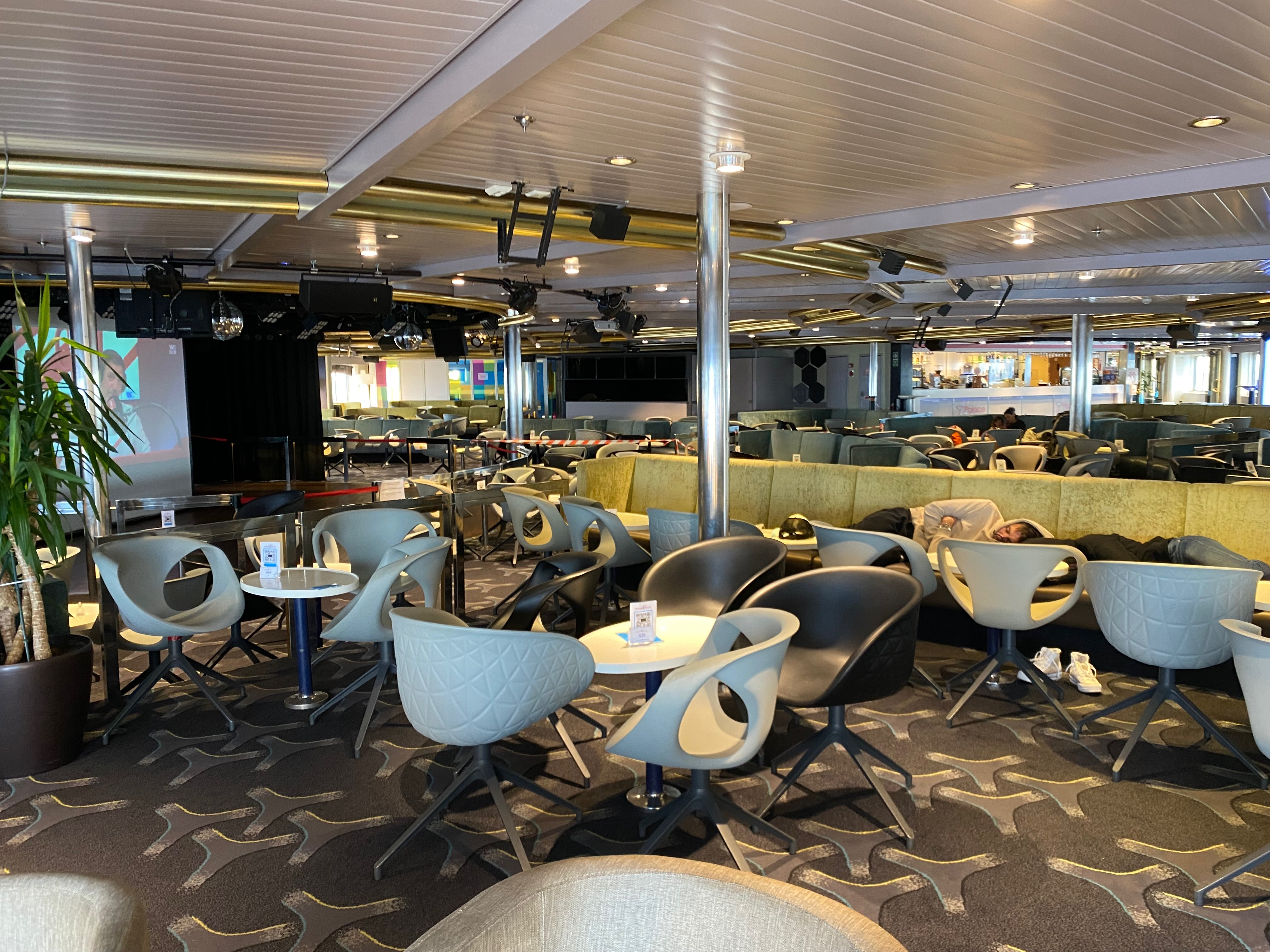
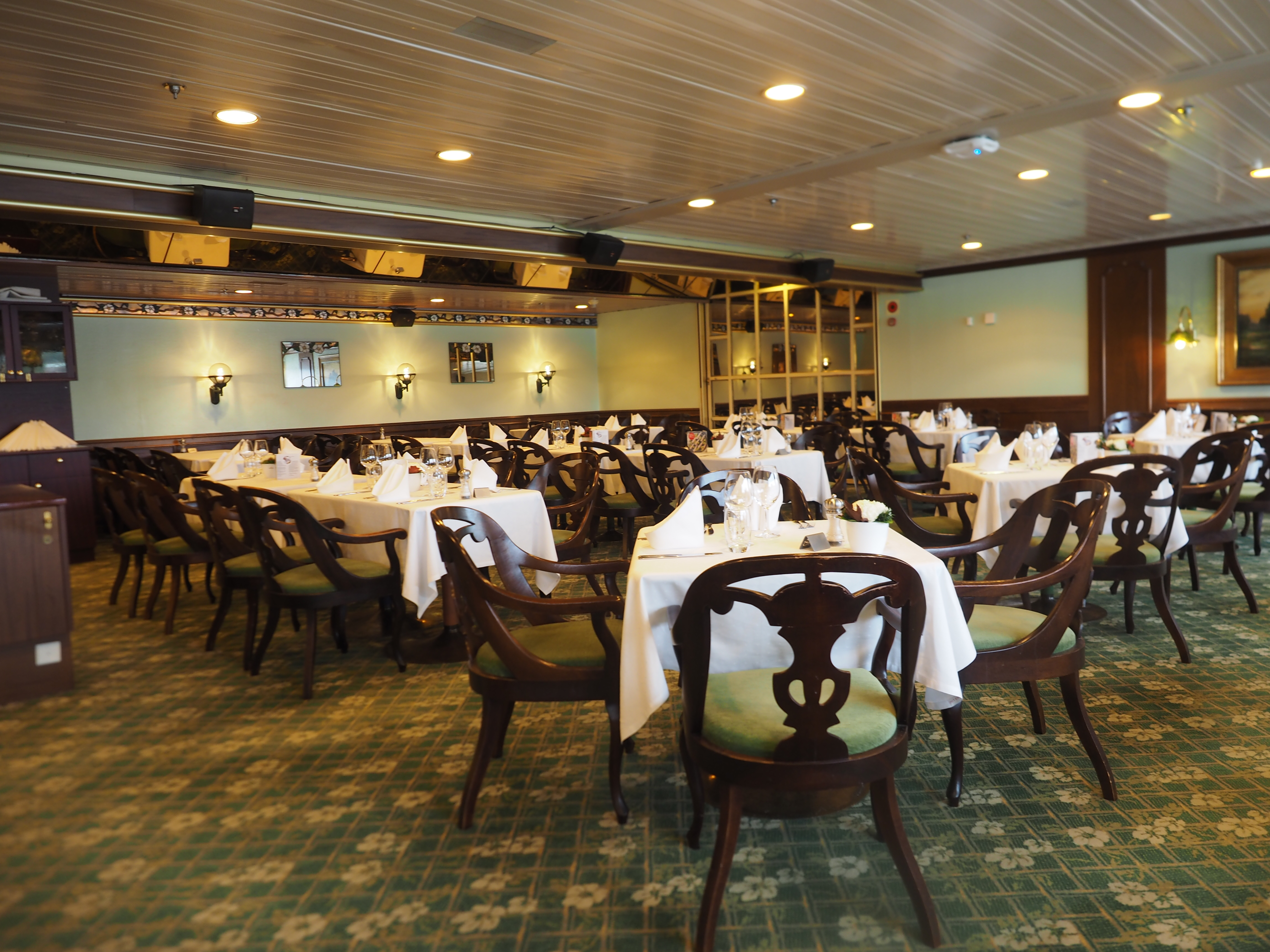
Restaurant à la carte au milieu du pont 7
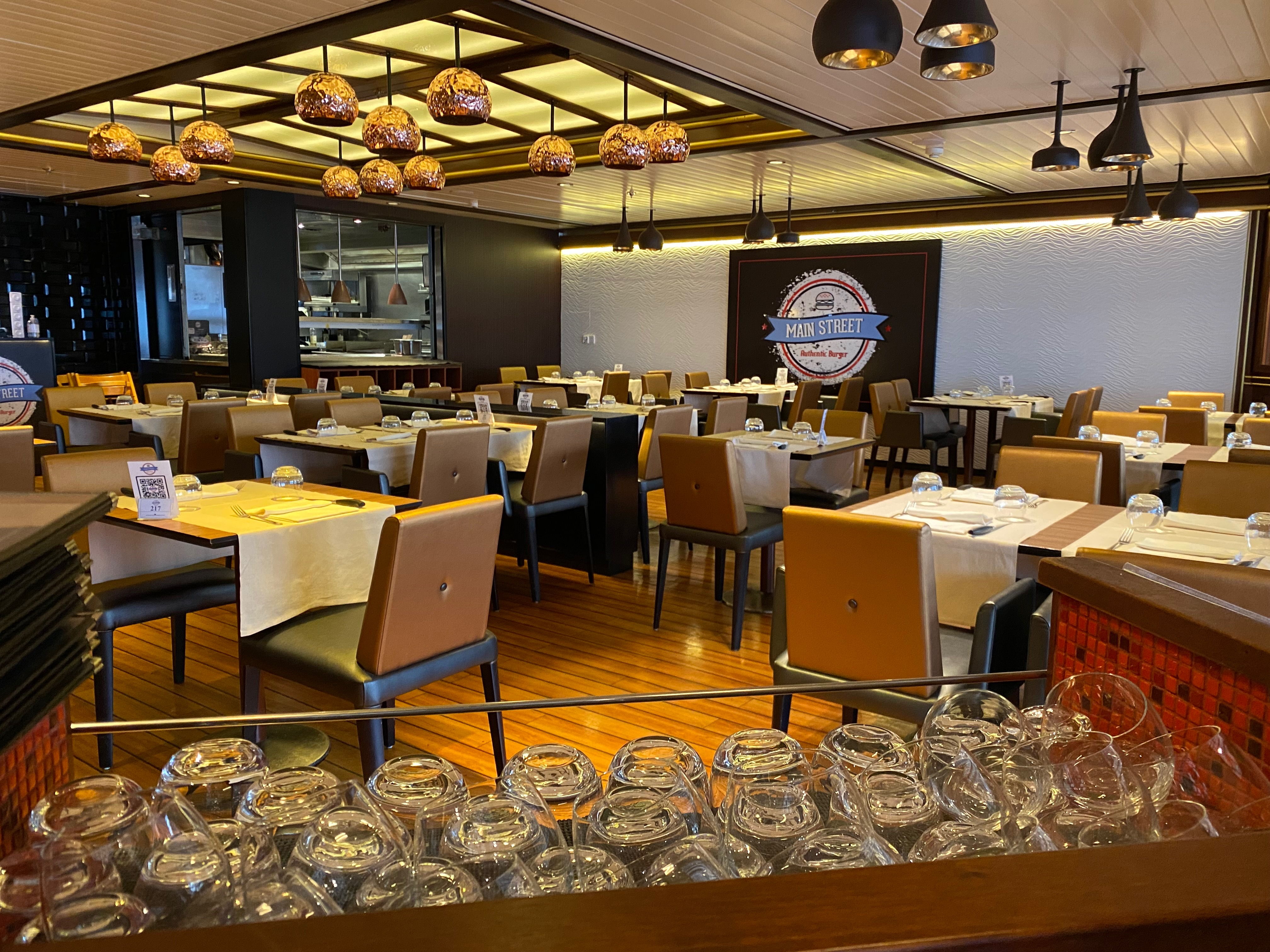
Restaurant Main Street sur le pont 7
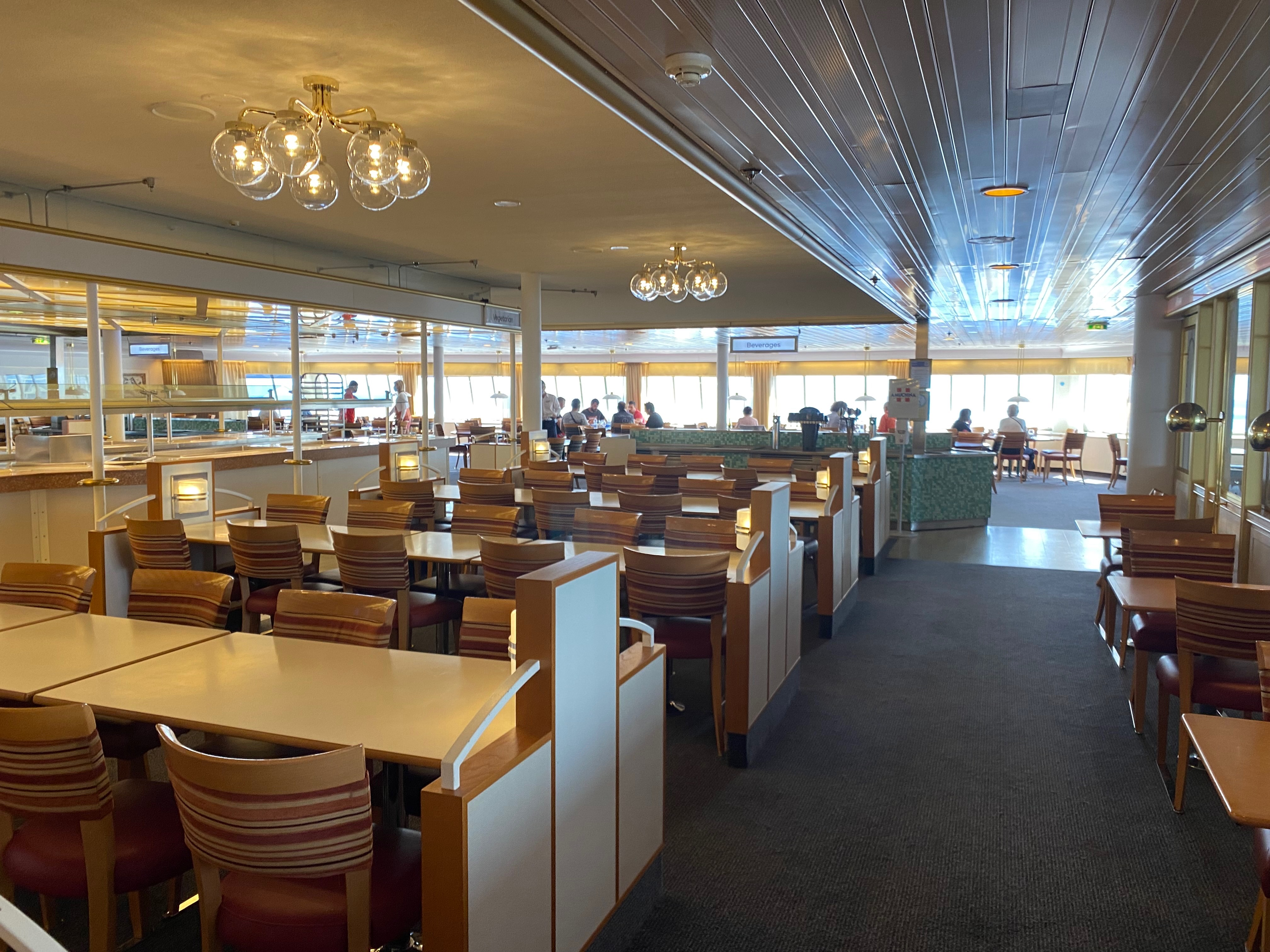
Restaurant self-service Yellow's sur le pont 7 avant
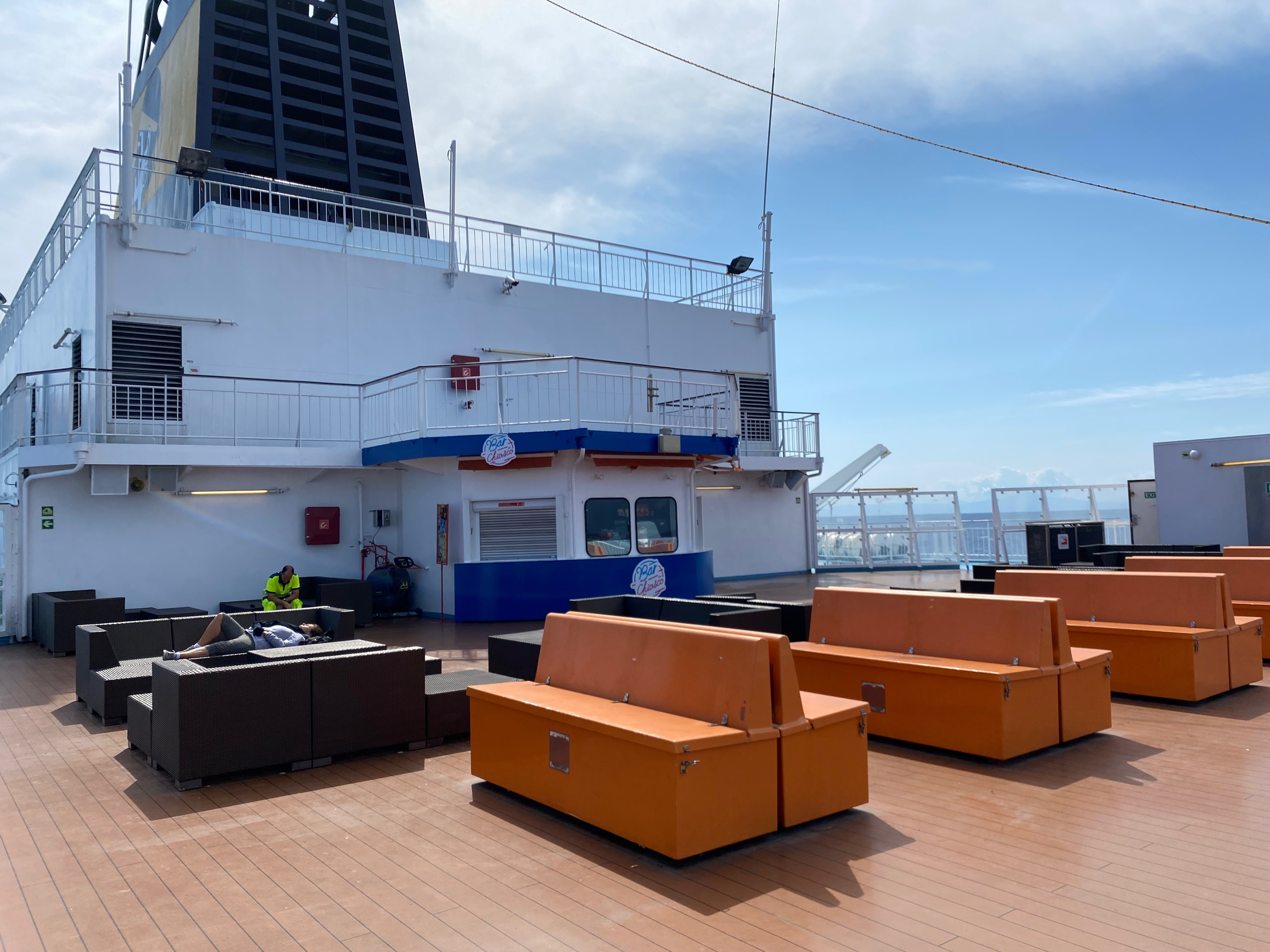
Bar extérieur Chiosco à l'arrière du pont 8
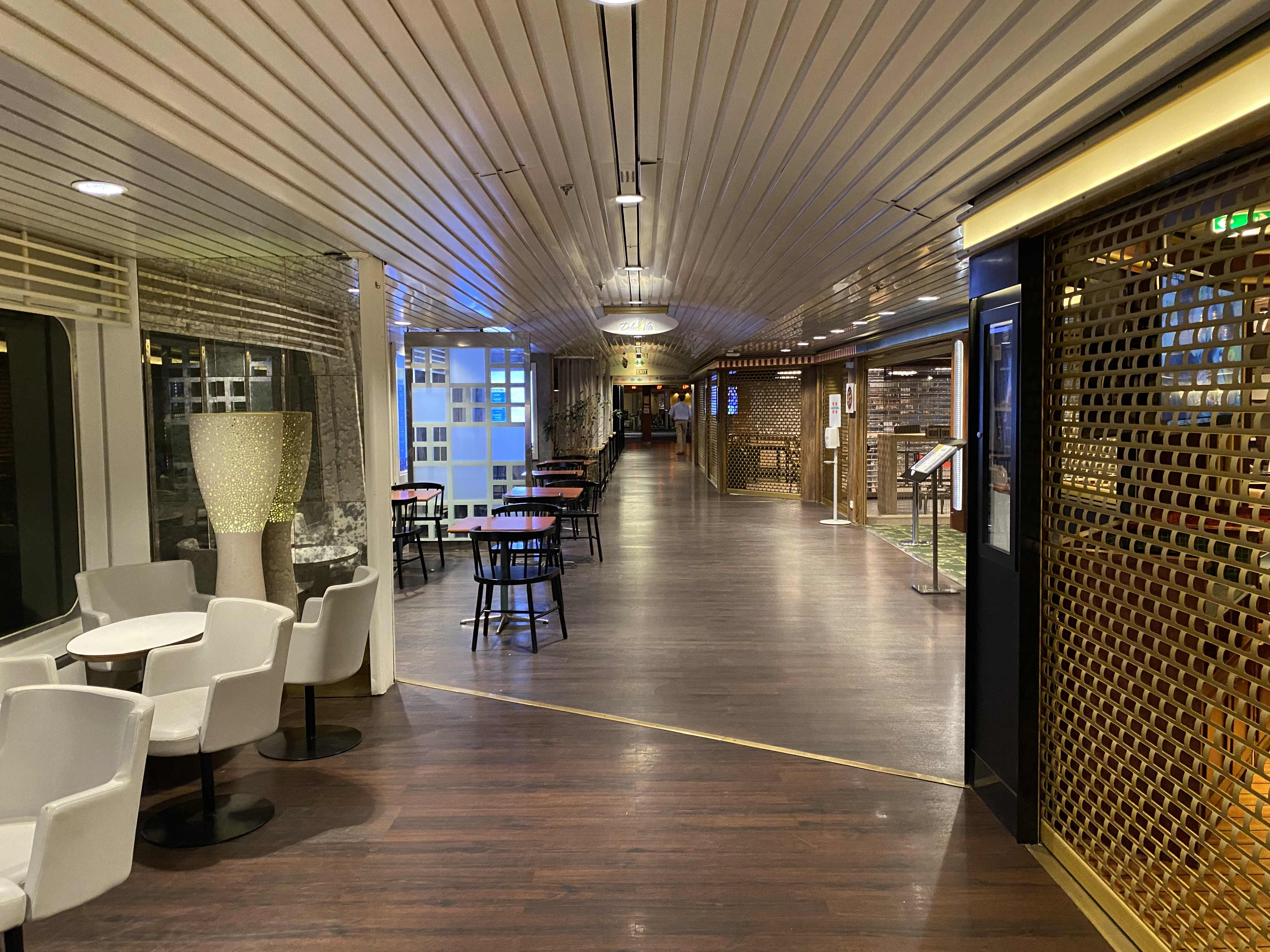
Promenade intérieure sur le pont 7
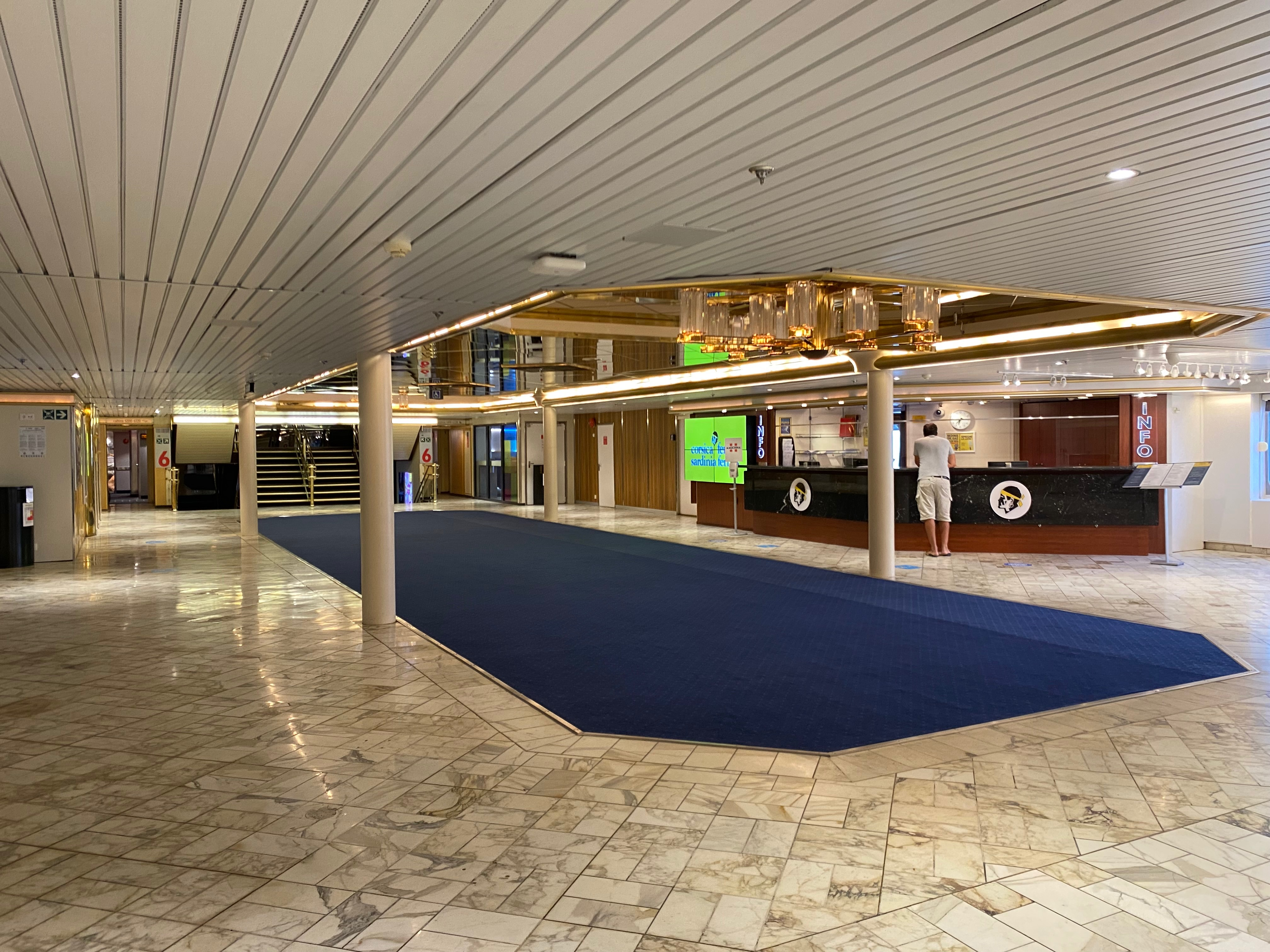
Bureau informations sur le pont 6
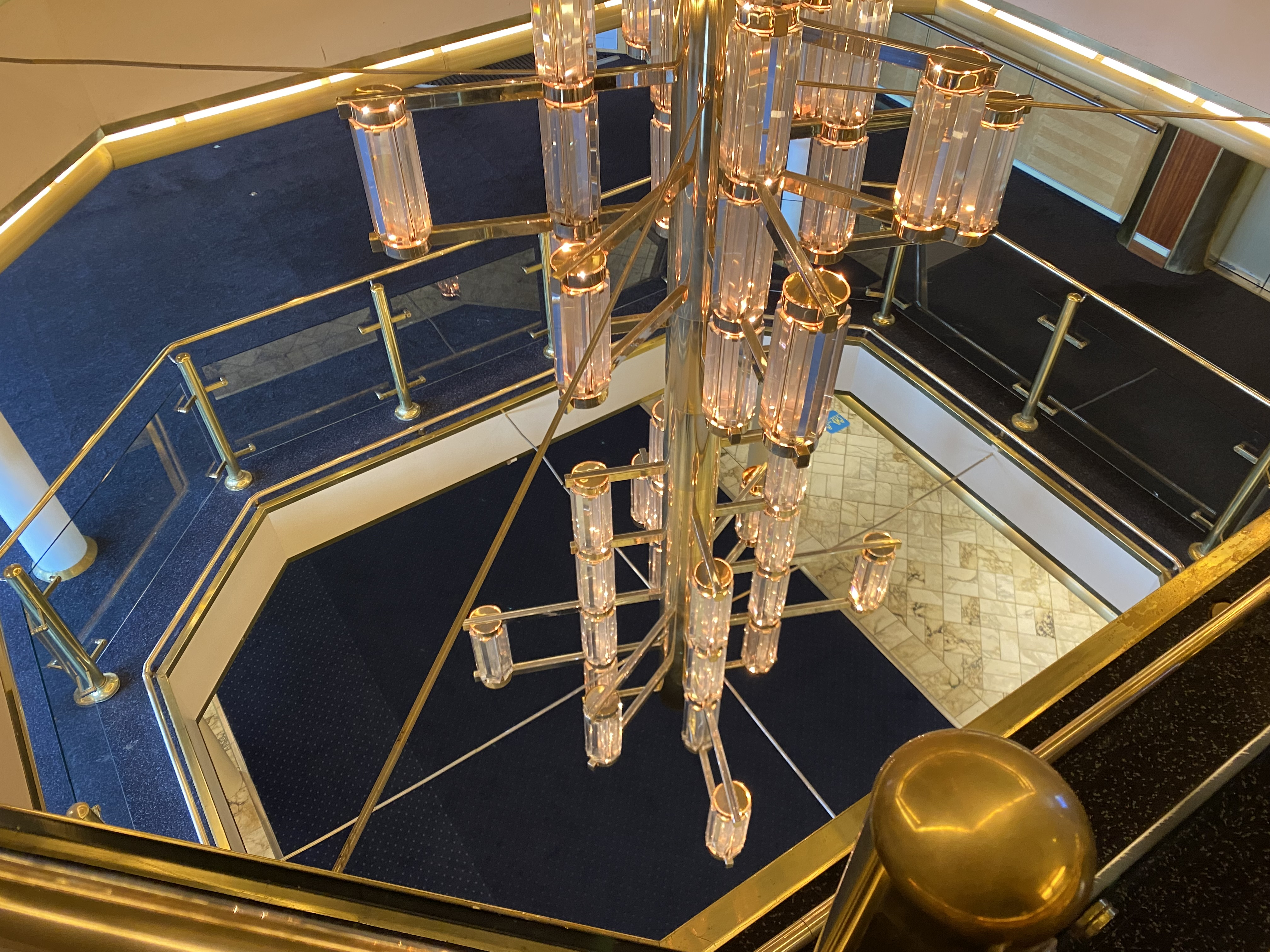
Atrium central
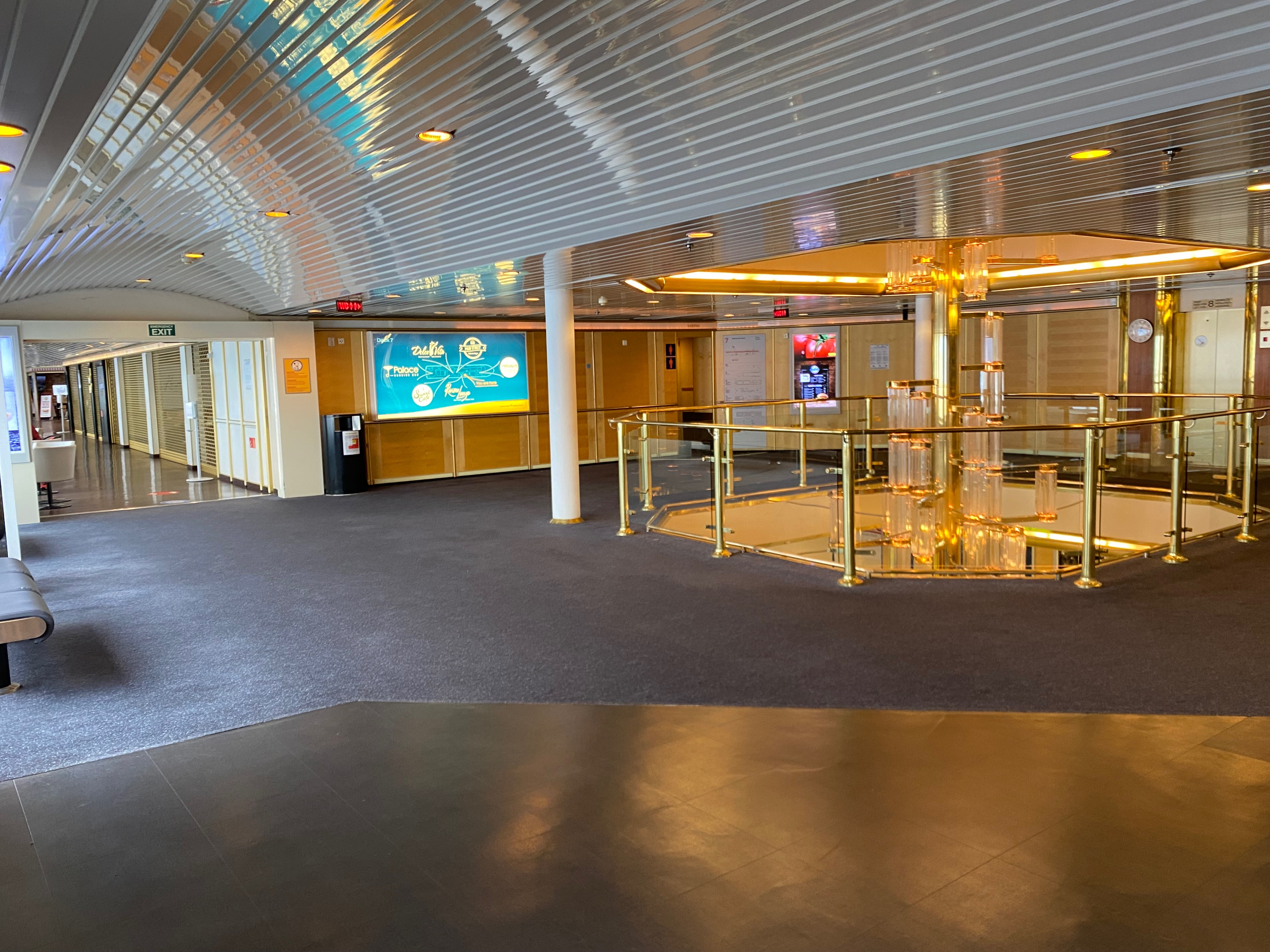

### Cabines
Le Mega Regina possède environ 830 cabines situées sur les ponts 4, 5 et 6. Les cabines standards, internes ou externes, sont équipées de deux à quatre couchettes ainsi que de la télévision et de sanitaires comprenant douche, WC et lavabo. Certaines d'entre elles disposent d'un grand lit à deux places. Le navire propose également des suites. Des cabines accessibles aux personnes à mobilité réduite ou aux animaux sont également présentes. Durant l'ère Viking Line, des cabines étaient également présentes sur le pont 2 en dessous des garages mais ont été supprimées en 2022 par Corsica Ferries pour permettre d'agrandir ce dernier.

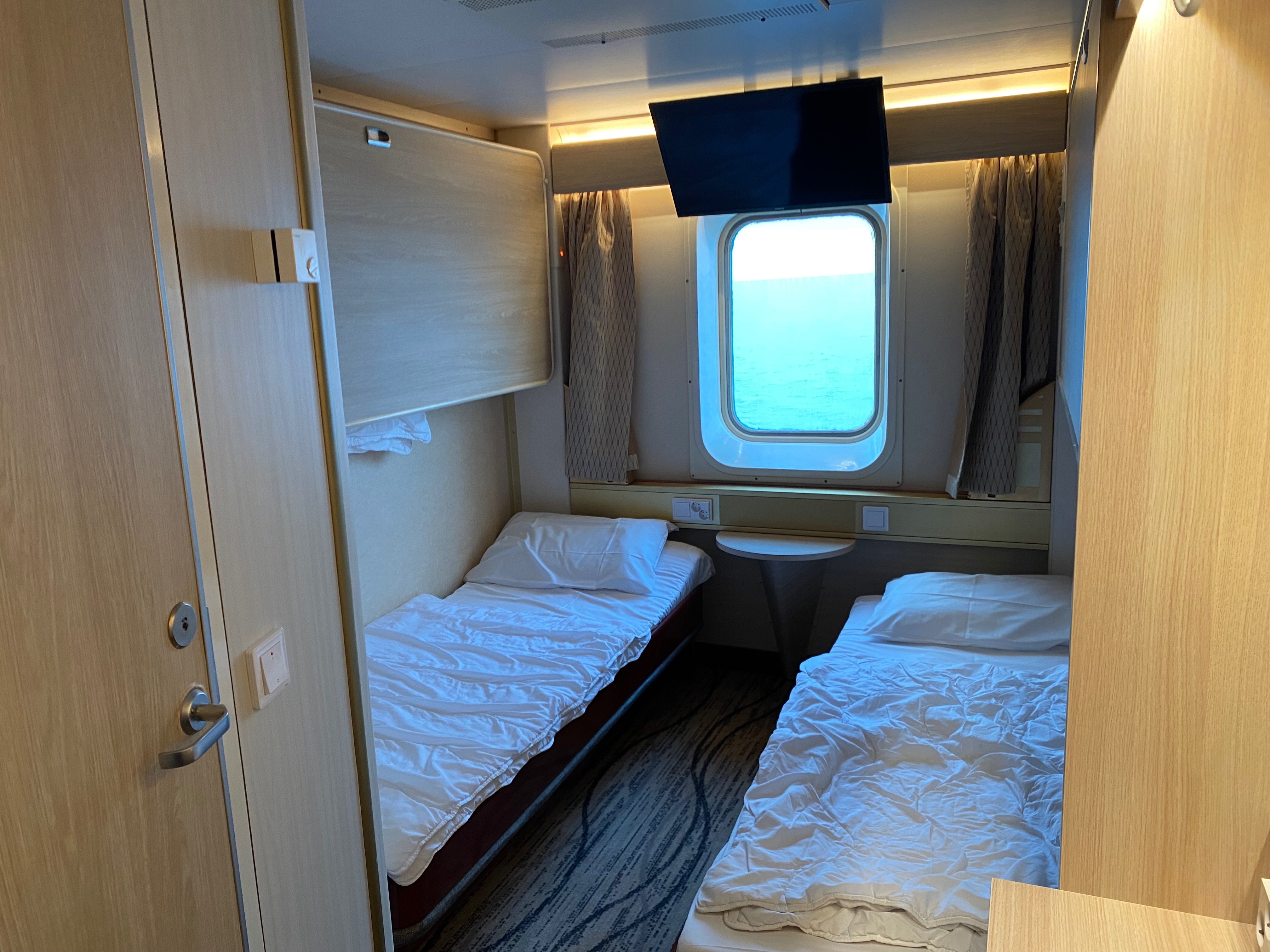
Cabine extérieure standard à quatre couchettes
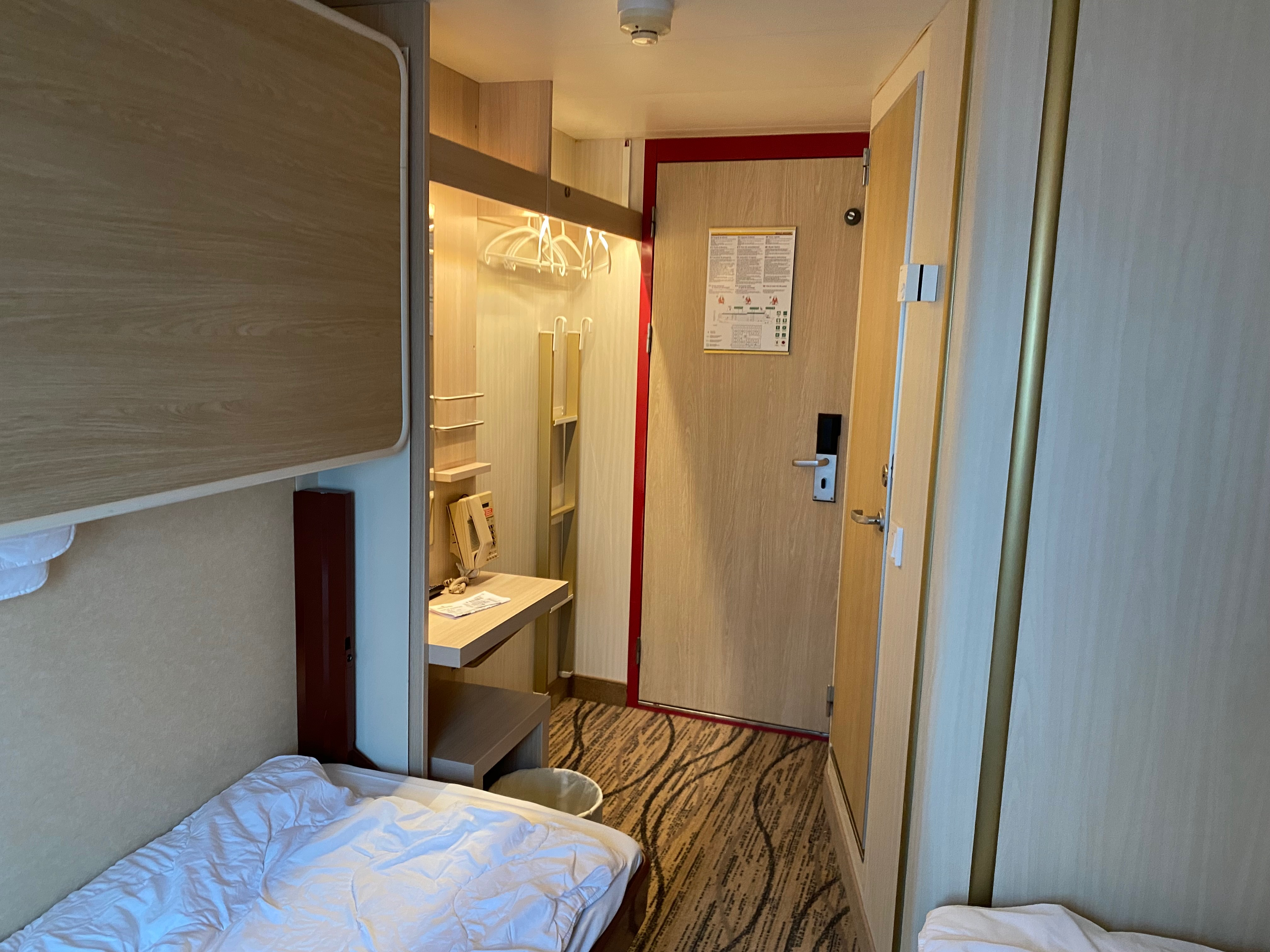
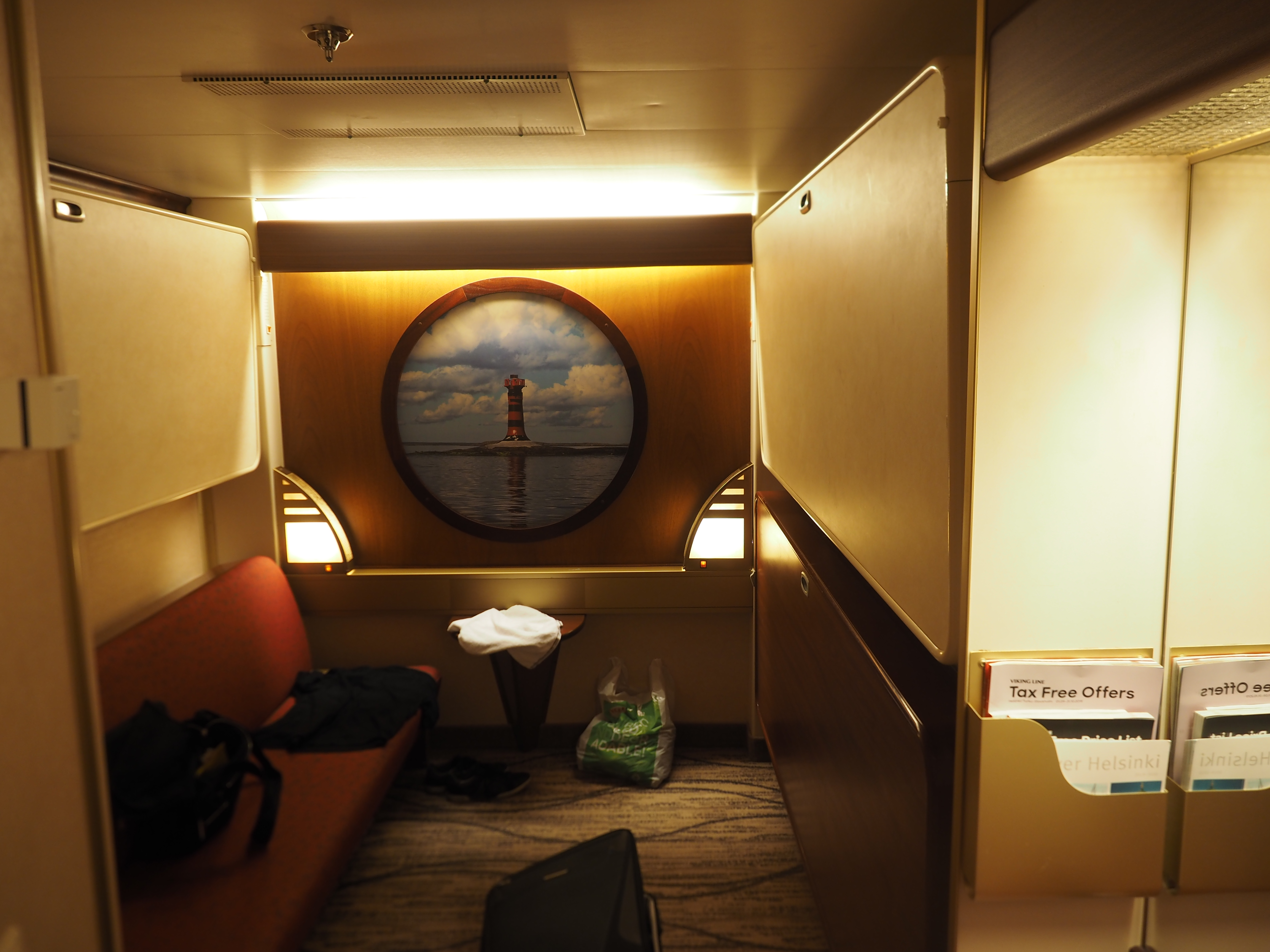
Cabine intérieure standard à quatre couchettes
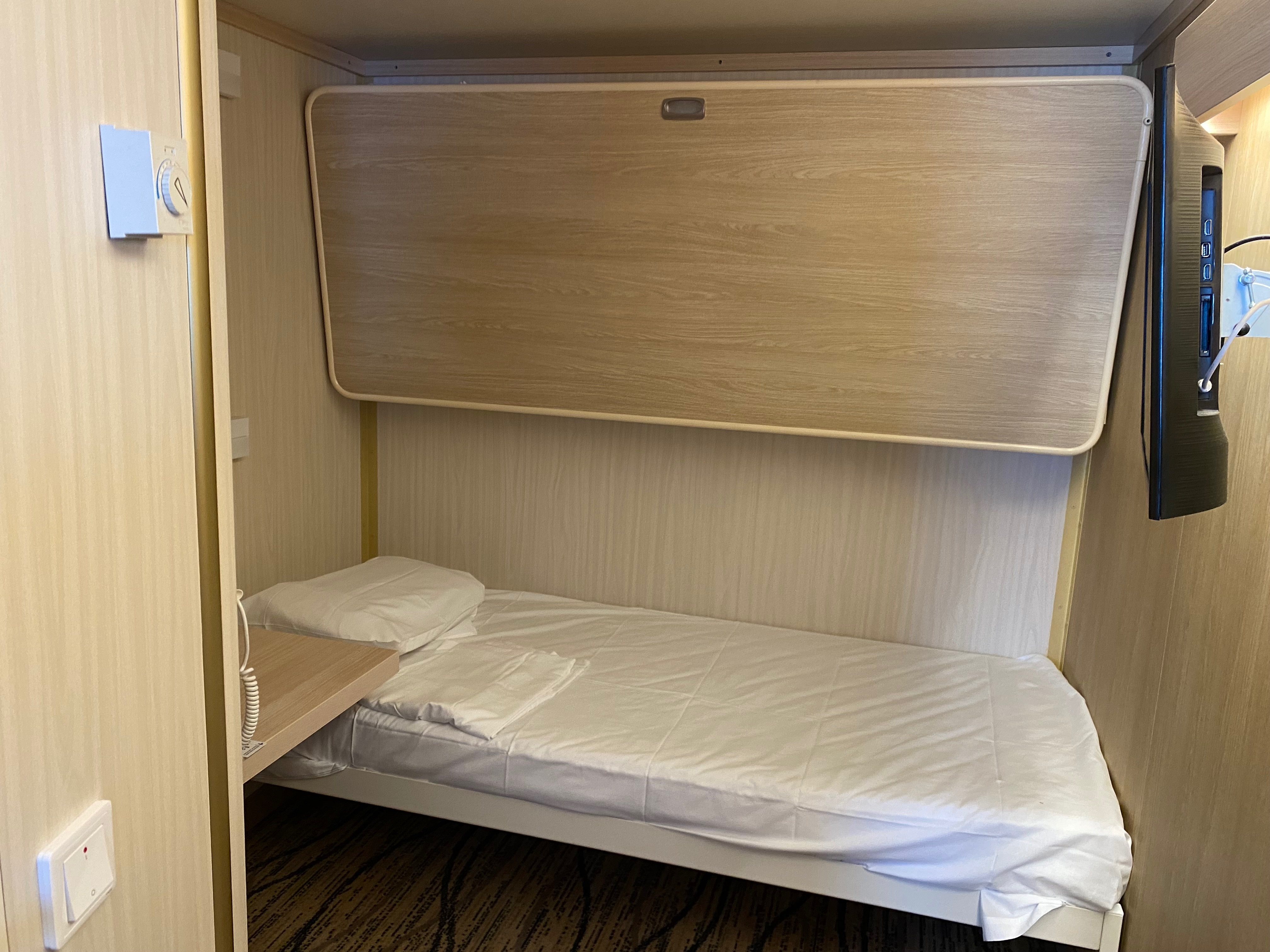
Cabine intérieure équipée de deux couchettes
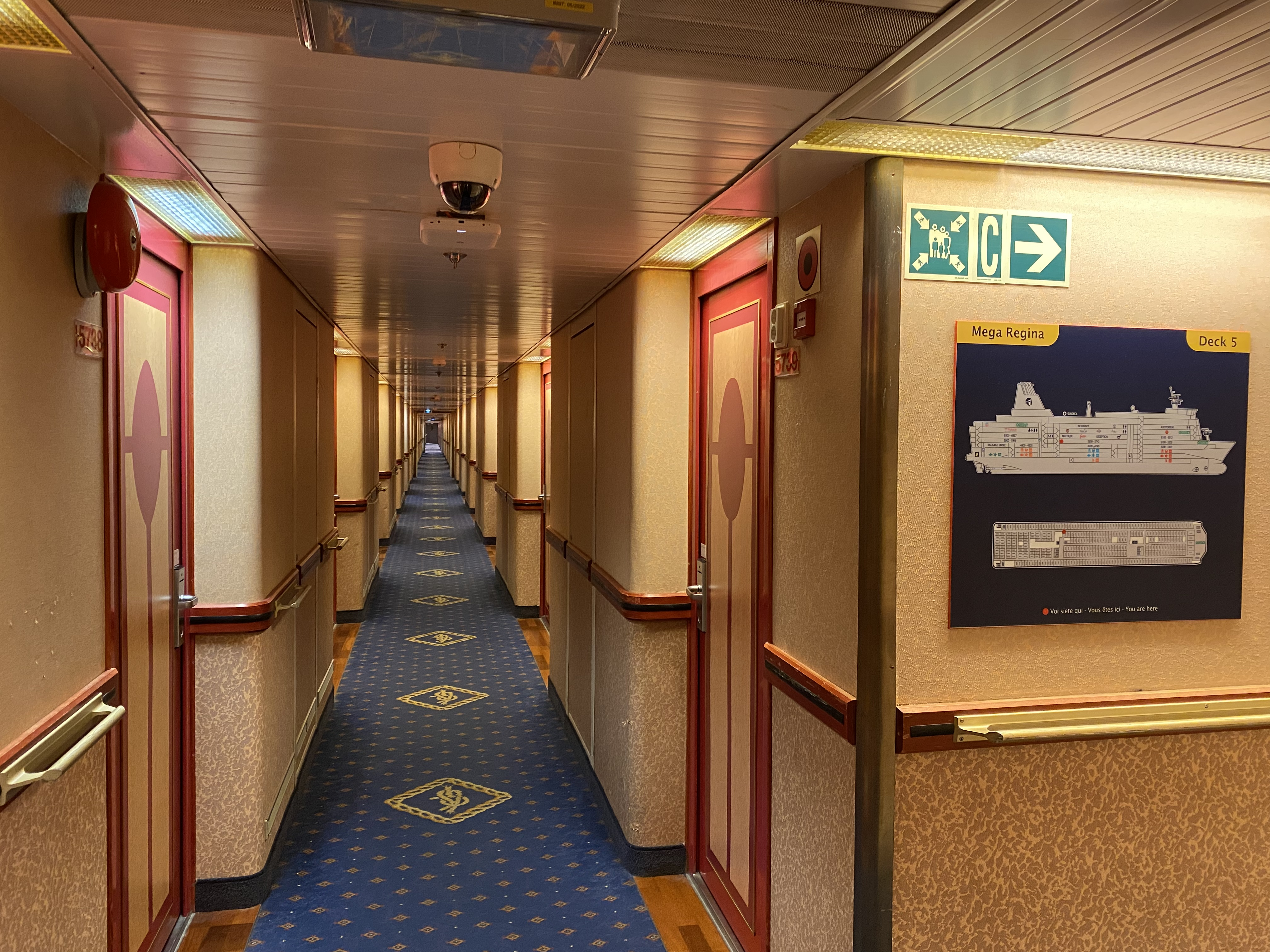
Coursives des cabines du pont 5

## Caractéristiques
Le Mega Regina mesure 175,70 mètres de long pour 28,40 mètres de large et son tonnage est de 37 860 UMS. Le navire a une capacité de 2 447 passagers et son garage peut accueillir 580 véhicules répartis sur deux niveaux. Le garage est accessible par deux portes rampes situées à l'arrière et une porte rampe avant. La propulsion est assurée par quatre moteurs diesels Wärtsilä-Pielstick 12PC26V-400 développant une puissance de 23 000 kW entraînant deux hélices à pas variable faisant filer le bâtiment à une vitesse de 22 nœuds. Le Mega Regina possède six embarcations de sauvetage fermées de grande taille, trois sont situées de chaque côté au centre du navire. Elles sont complétées par une embarcation de secours un canot semi-rigide. En plus de ces principaux dispositifs, le navire dispose de plusieurs radeaux de sauvetage à coffre s'ouvrant automatiquement au contact de l'eau. Le navire est doté de deux propulseurs d'étrave facilitant les manœuvres d'accostage et d'appareillage ainsi que de stabilisateurs anti-roulis. Il est également équipé d'une coque brise-glace classée 1 A Super.

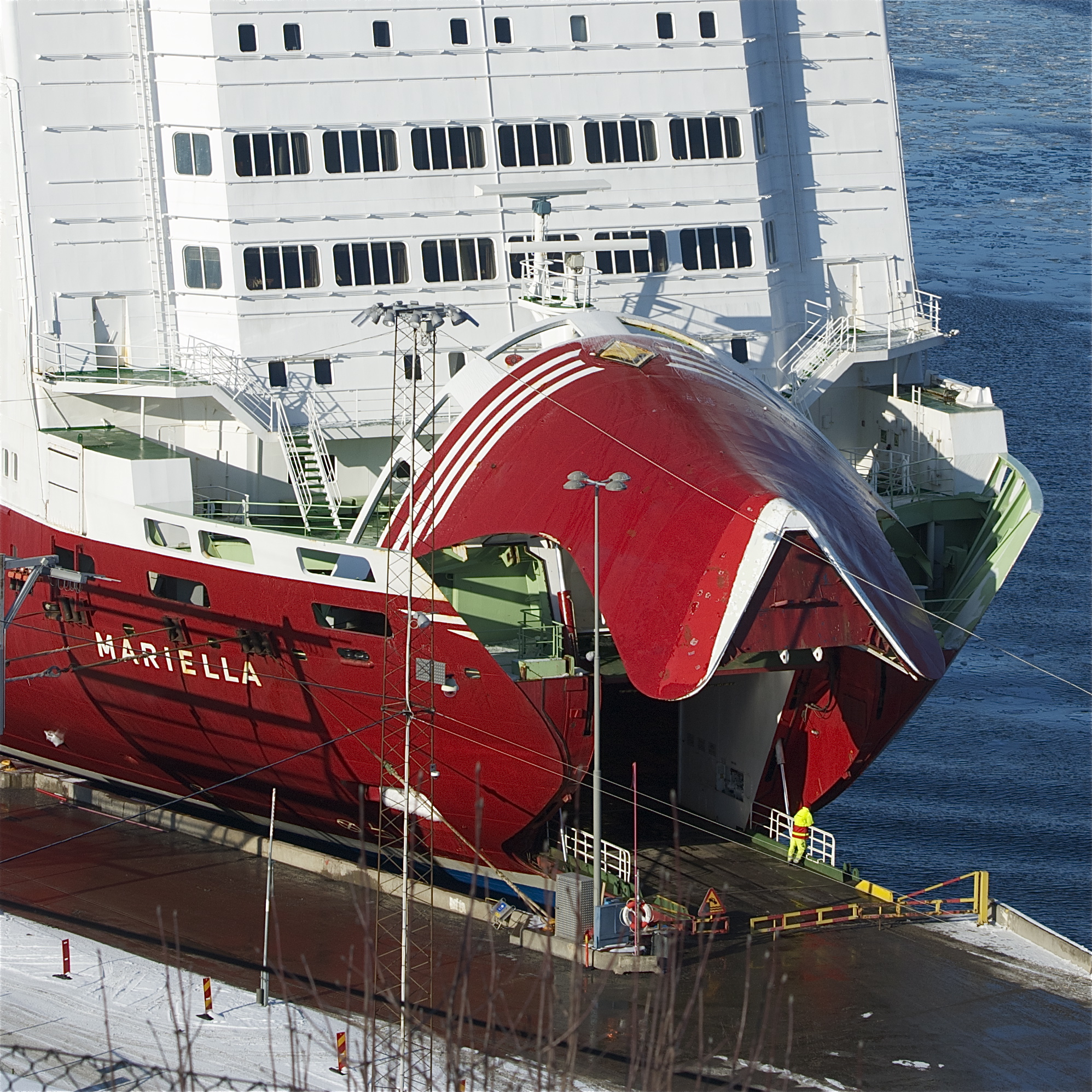
Porte rampe avant
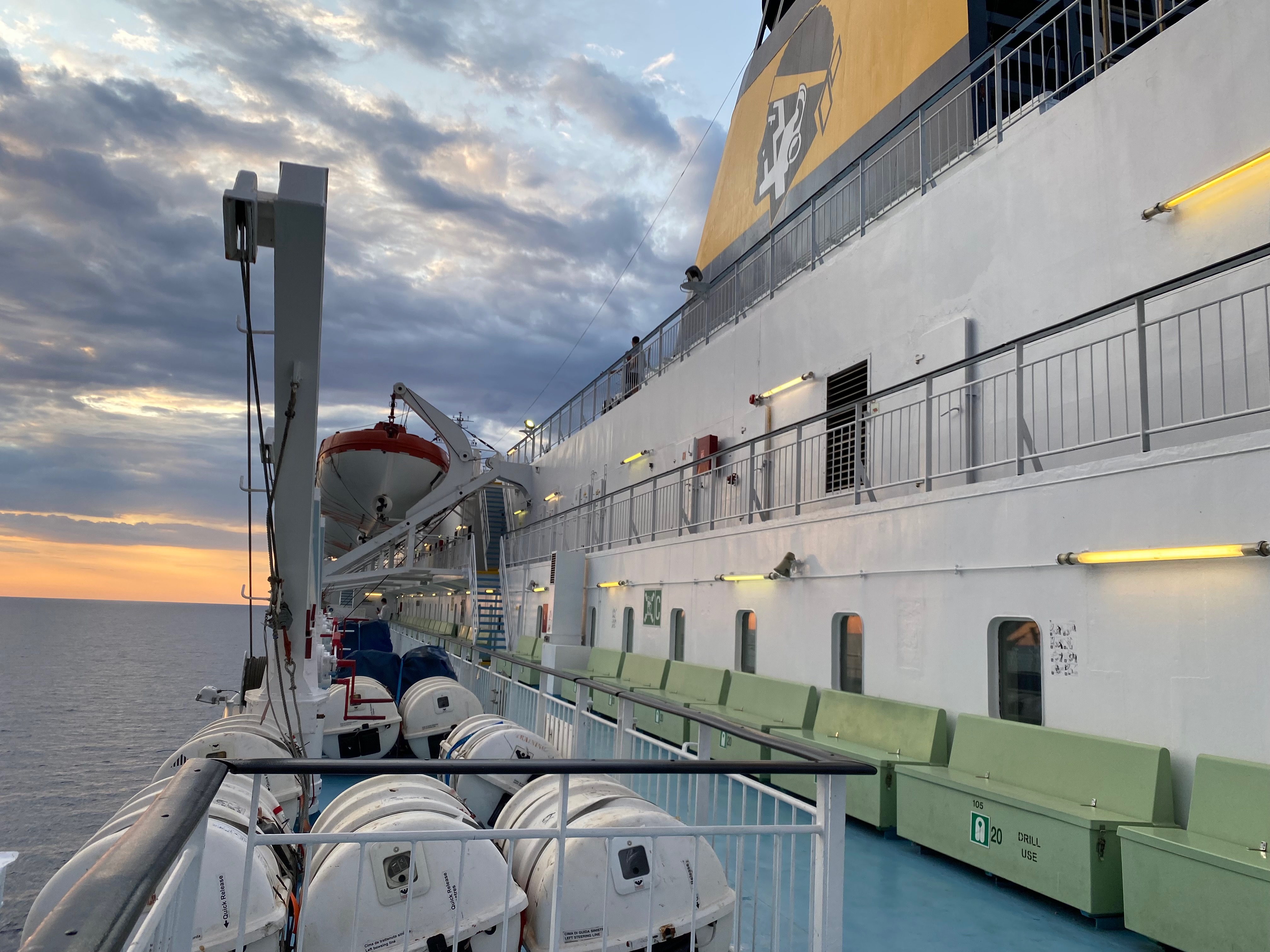
Ponts extérieurs
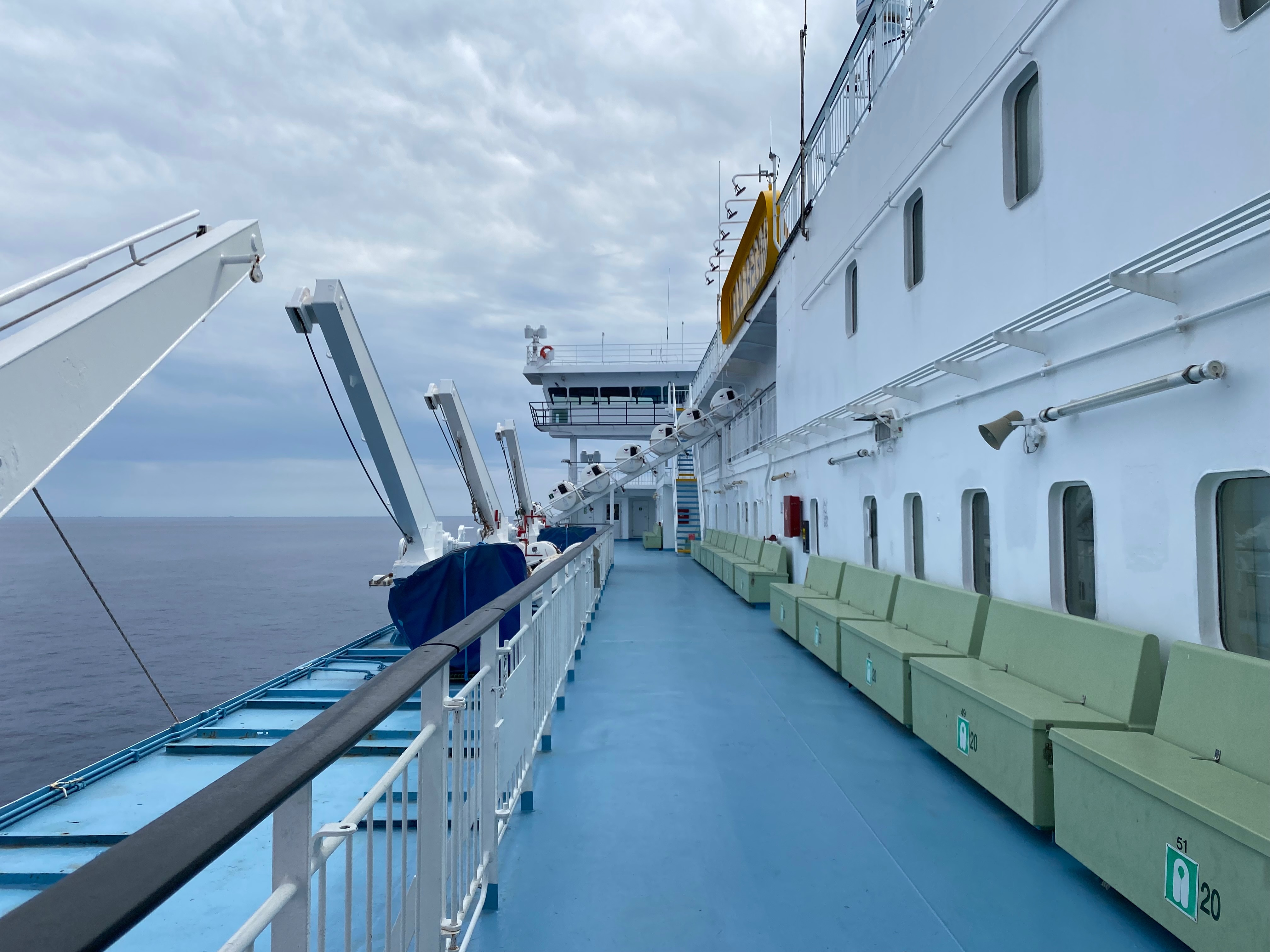
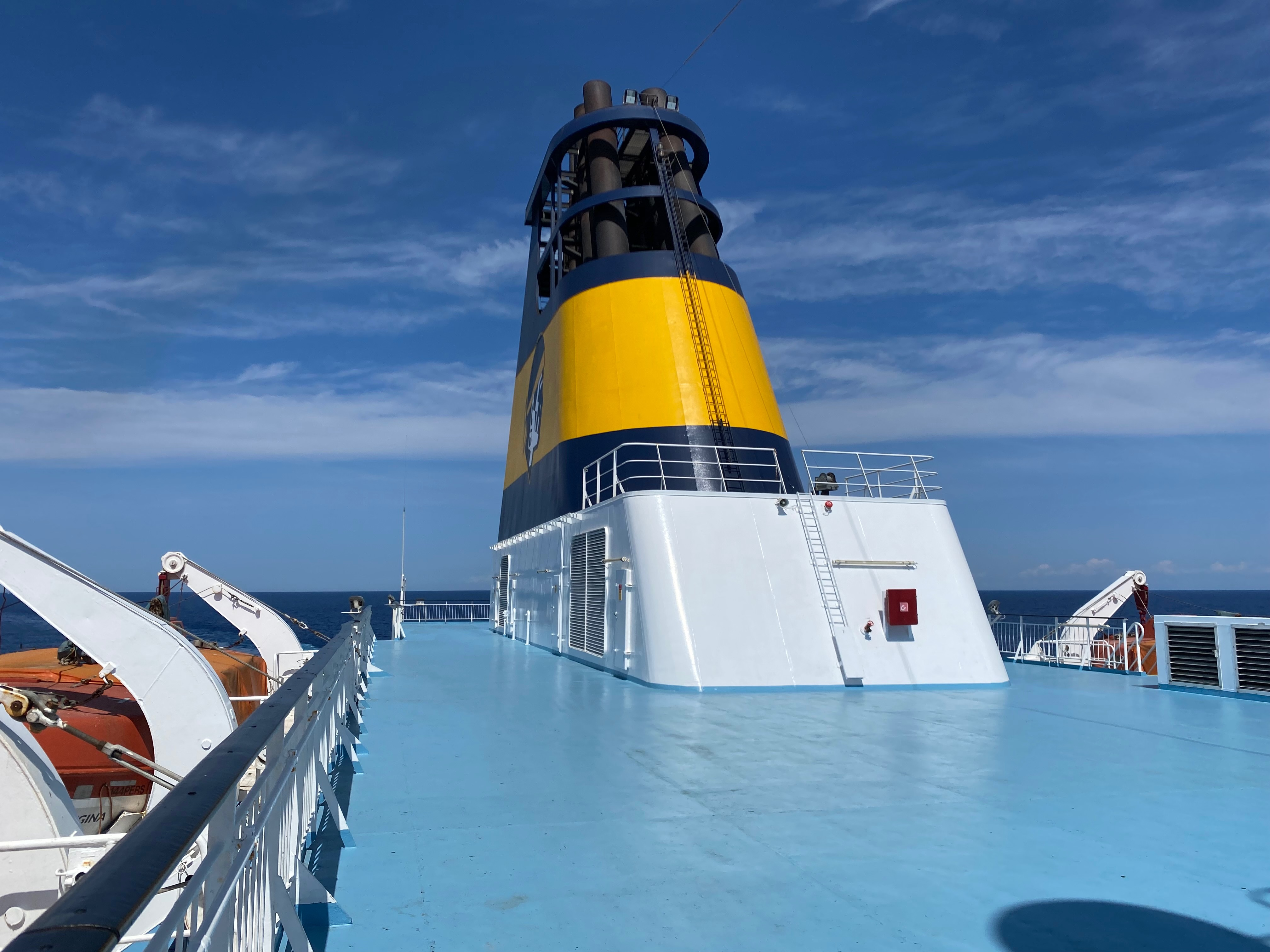
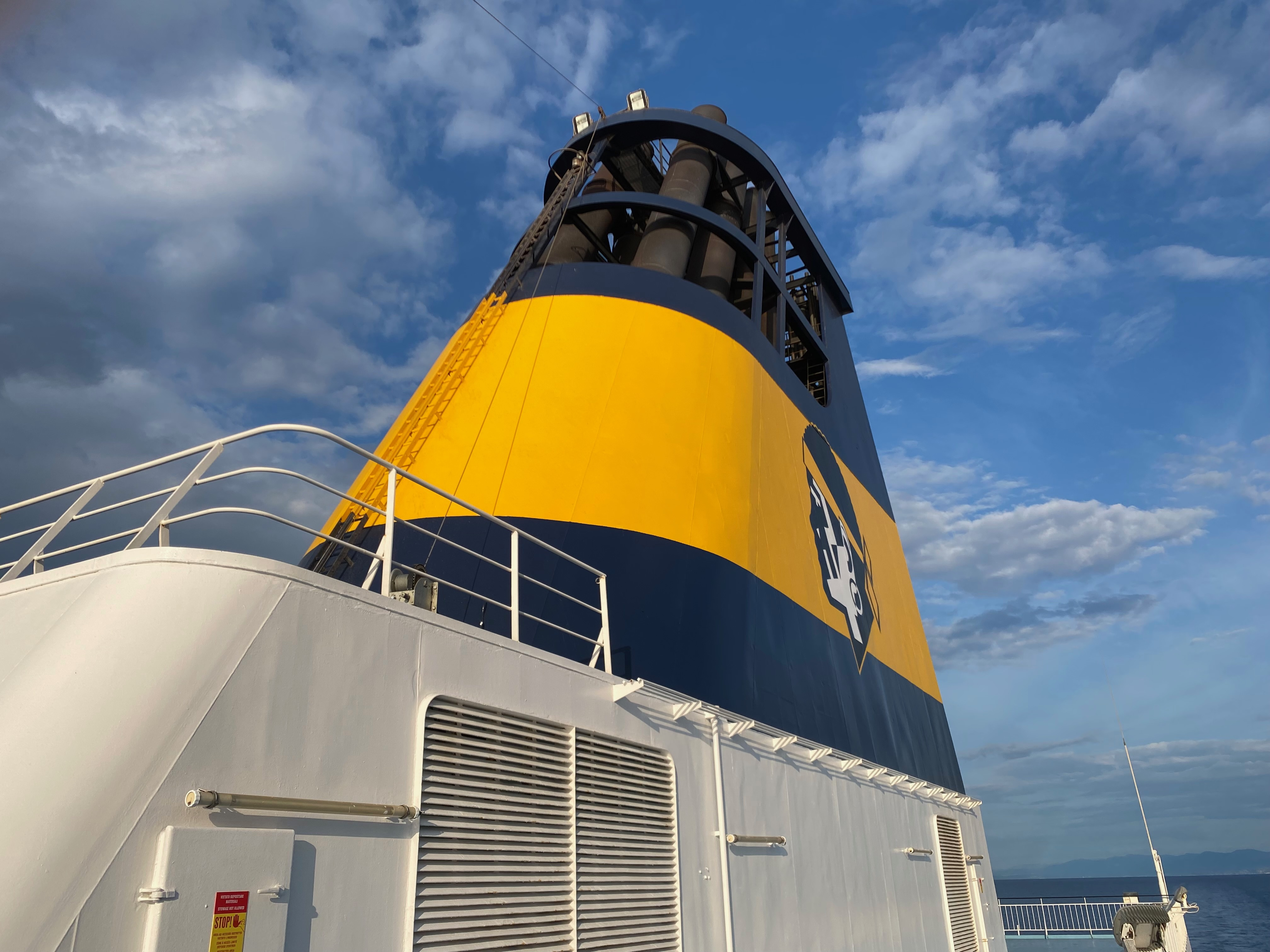
Cheminée
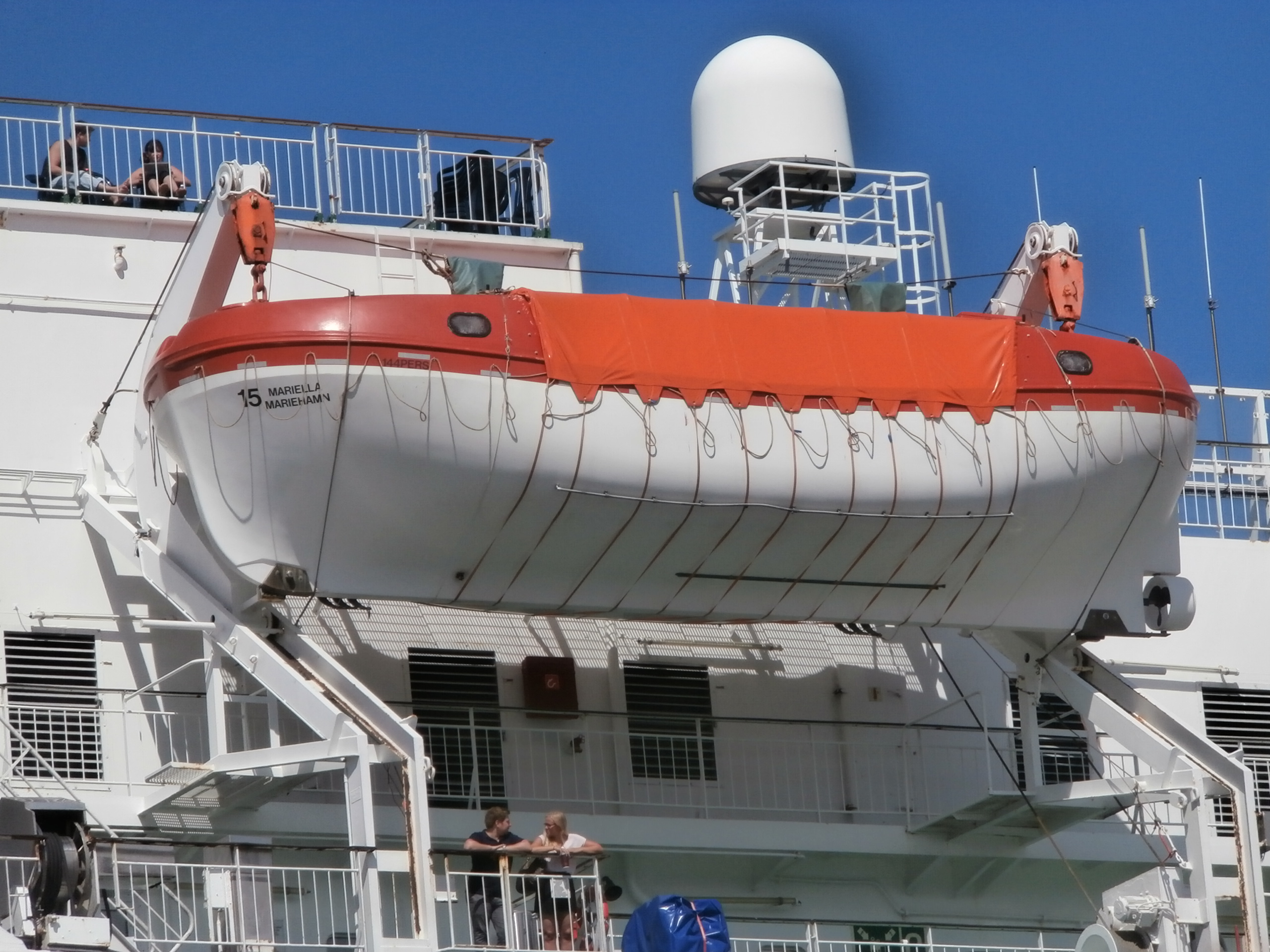
Embarcation de sauvetage

## Lignes desservies
De 1985 à 2020, le Mariella effectuait la liaison de Viking Line entre la Finlande et la Suède sur la ligne Helsinki - Stockholm en traversée de nuit. À partir de 1999, une escale était effectuée à Mariehamn, située sur le territoire autonome d'Åland afin de permettre entre autres aux passagers de bénéficier de tarifs détaxés dans les boutiques du bord. Il desservait occasionnellement d'autres lignes de la compagnie telles que Turku - Mariehamn - Stockholm ou encore Helsinki - Tallinn.
Depuis juillet 2021, le Mega Regina est employé sur les liaisons du groupe Corsica Ferries. Le navire est ainsi essentiellement positionné entre le continent français et la Corse et relie aussi bien traversée de nuit que de jour les ports de Bastia, Ajaccio, Porto-Vecchio et l'Île-Rousse, principalement depuis Toulon et secondairement depuis Nice. Il dessert également les autres axes de la compagnie de manière plus occasionnelle tels que les lignes Savone - Bastia et Livourne - Bastia mais aussi la Sardaigne sur les itinéraires Toulon - Porto Torres et Savone - Golfo Aranci ainsi que Majorque entre Toulon et Alcúdia.